# Putiatyńce (przystanek kolejowy)
Putiatyńce (ukr. Путятинці, ros. Путятинцы) – przystanek kolejowy w miejscowości Putiatyńce, w rejonie iwanofrankiwskim, w obwodzie iwanofrankiwskim, na Ukrainie. Położony jest na linii Tarnopol – Stryj.